# فرودگاه ویلسون رانچ
فرودگاه ویلسون رانچ  (به انگلیسی: Wilson Ranch Airport)  یک فرودگاه خصوصی   است که یک باند فرود چمن دارد و طول باند آن ۲۸۶ متر است. این فرودگاه در  کشور ایالات متحده آمریکا قرار دارد و در ارتفاع ۱۲۸۶ متری از سطح دریا واقع شده است.